# Divisor elemental
En àlgebra, els divisors elementals d'un mòdul sobre un anell principal apareixen com una de les formes del teorema d'estructura dels mòduls finitament generats sobre un anell principal.
Si {\displaystyle A} és un anell principal i {\displaystyle M} és un {\displaystyle A}-mòdul finitament generat, llavors M és isomorf a una suma única de la forma
{\displaystyle M\cong A^{r}\oplus \bigoplus _{i}A/(q_{i})}
on els {\displaystyle (q_{i})} són ideals primaris tals que {\displaystyle (q_{1})\supset (q_{2})\supset \cdots }, i en particular, {\displaystyle (q_{i})\neq A}.
Els ideals {\displaystyle (q_{i})} són únics; els elements {\displaystyle q_{i}} són únics llevat d'unitats, i s'anomenen divisors elementals. Notem que, en un anell principal, els ideals primaris són potències d'ideals primers, de tal manera que els divisors elementals es poden expressar com:
{\displaystyle (q_{i})=(p_{i}^{r_{i}})=(p_{i})^{r_{i}}}.
L'enter no-negatiu {\displaystyle r} s'anomena el rang lliure o nombre de Betti del mòdul {\displaystyle M}, i és el mateix que a la descomposició en factors invariants.
Els divisors elementals d'una matriu sobre un anell principal apareixen en la forma normal de Smith i proporcionen un mètode per calcular l'estructura d'un mòdul a partir d'un conjunt de generadors i les seves relacions.